# نصرآباد مامجرد
نصرآباد مامجرد روستایی در دهستان رامجرد دو بخش درودزن شهرستان مرودشت استان فارس ایران است.

## جمعیت
بر پایه سرشماری عمومی نفوس و مسکن در سال ۱۳۹۵ جمعیت این روستا ۶۱۴ نفر (۱۶۳خانوار) بوده‌است.